# Акбиик (село)
Акбиик (каз. Ақбиік, до 1993 г. — Куйбышево) — село в Тюлькубасском районе Туркестанской области Казахстана. Административный центр Акбийкского сельского округа. Находится примерно в 7 км к востоку от районного центра села им. Турара Рыскулова. Код КАТО — 516033100.

## Население
В 1999 году население села составляло 1589 человек (813 мужчин и 776 женщин). По данным переписи 2009 года, в селе проживало 1707 человек (910 мужчин и 797 женщин).

## Достопримечательности
Пещера Акбиик в окрестностях села.